# Євдокія Іліопольська
Євдокія Іліопольська (? — 120 або 160, Баальбек) — настоятелька християнського монастиря в Сирії, ранньо-християнська свята і мучениця чудотворителька, зарублена мечем.
Свята Євдокія була за походженням самаритянкою і жила у місті Іліополіс або Геліополіс, що в Келесирії (сучасний Баальбек). Будучи дівчиною надзвичайної вроди, Євдокія жила розпусним життям. Якось Герман, настоятель чоловічого й жіночого монастирів, прибув до міста і заночував в одному домі. Вночі він довго молився і читав Святе Письмо про Божий суд і кару за гріхи. Голосне читання розбудило Євдокію, яка спала в сусідній кімнаті, і вона почала прислухатися до його слів.
Наступного дня вона покликала до себе Германа, після розмови з яким прийняла св. Хрещення, роздала свій маєток та інше майно Геліопольському єпископу Феодоту і вступила до жіночого монастиря. Незабаром стала його настоятелькою. Бог прославив Євдокію великими чудами. Довідавшись про це, поганський управитель Геліополя Вінкентій наказав зарубати її мечем. Покаянного життя після св. Хрещення прожила Євдокія 56 років, а мученицький вінець прийняла 120 року.
Агіолог Сергій (Спаський) пояснює, що мова йде не про монастирі в сучасному розумінні цього слова, а про общини цнотливих християн, а Геліопольська єпархія могла бути знищена гонителями, і Константин Великий лише відродив її.

## Вшанування
1 березня в українців є ряд обрядів та звичаїв, що пов'язані із приходом весни.

## Джерело
- Рубрика Покуття. Календар і життя святих.[недоступне посилання з липня 2019] (дозвіл отримано 9.01.2008)
- Свята Євдокія [Архівовано 10 липня 2016 у Wayback Machine.] — Олександр Токар